# Marvel+
A Marvel+ egy kéthavonta megjelenő képregénysorozat, ami a Kingpin kiadó gondozásában jelenik meg Magyarországon 2012. február 10. óta.

## Története
A kiadvány azzal a céllal indult útjára, hogy a Marvel Comics szuperhőseinek minél szélesebb körével ismertesse meg a magyar olvasókat. E képregény a Semic Interprint kiadó Marvel Extra című lapjához hasonlatos célt tölt be Magyarországon, feladata bemutatni illetve helyet biztosítani a Marvel kiadó azon szuperhőseinek és szuperhős-csapatainak, melyek hazánkban önálló kiadvánnyal nem rendelkeznek illetve képregény-kötetekben nem jelenhetnek meg, köztük a Bosszú Angyalai, a Vasember és a Hulk kalandjainak.
A Marvel+ eredetileg 2012 januárjában jelent volna meg, ám jogi problémák miatt, csak 2012 februárjában kerülhetett a lap az újságárusokhoz. A kiadó tervei szerint e Marvel-újság a továbbiakban a páratlan hónapokban fog megjelenni. A páros hónapokban a Kingpin kiadó másik képregénye, A Hihetetlen Pókember kerül kiadásra, így minden hónapban megjelenik egy új Marvel-komik a kiadótól.

## Előszó a kiadványhoz
Marvel Extra. Legendás név. A 90-es évek elején 24 szám jelent meg e cím alatt jobbnál jobb Marvel-történetekkel. Volt közte Bosszú Angyalai, Fantasztikus Négyes, Vasember, Pókember, X-Men és Fenegyerek, valamint helyet kaptak benne olyan nagy események, mint A titkos háború, az Inferno és A Főnix halála. Kéthavonta jelent meg, 48 oldalon. 
 Most megpróbáljuk feltámasztani ezt a legendát. Újra kéthavonta, újra 48 oldalon, és továbbra is válogatottan jó Marvel-történeteket mutatunk be nektek ebben a MARVEL +-ban.

## Számok
A megjelent számok átlagosan 48 oldalasak és két amerikai számot foglalnak magukban. A Marvel+ korlátozott példányszámban jelenik meg, és csak a nagyobb újságárusoknál (Relay-, Inmedio-hálózatok, Spar, Tesco üzletek) kapható.
A 2013-as évtől kezdődően a Marvel+ átkerült országos terjesztésre (7-12. számok), minden újságosnál megtalálható volt, valamint 72 oldalasra bővült a lap, és három amerikai képregényt tartalmazott. Minden egyes számában helyet kapott egy X-Men történet is.
2014-ben az újság visszaállt a korlátozott példányszámos terjesztésre, mert az országos széles körű terjesztés példányszáma nem hozta a megfelelő fogyásokat.
Szintén a 2014-es évtől kezdődően jelentek meg a nagyobb oldalszámú különszámok is az újság mellett, amelyek sikeresnek bizonyultak ezért évről évre egyre több jelent meg belőlük.
2016-ban az alapsorozatból csak 5 szám jelent meg, mert a Marvel Comcs-szal elhúzódtak a tárgyalások az év elején.
2018-ban ennek korrigálására, és hogy a lapszámok a "testvérlap" számozásával újra párhuzamban legyenek, egy plusz szám jelent meg, a 40-es.

### Alap sorozat
| Szám | Megjelenés          | Cím | Eredeti megjelenése                                                                                 | Odalszám |
| ---- | ------------------- | --- | --------------------------------------------------------------------------------------------------- | -------- |
| 1    | 2012/1 (február)    | Vasember: Polgárháború                                                                                      | Iron Man Vol. 4 13-14.                                                                              | 48       |
| 2    | 2012/2 (március)    | Polgárháború: Epilógus, A Bosszú Angyalai                                                                   | The Confession 1., The Mighty Avengers 7.                                                           | 48       |
| 3    | 2012/3 (május)      | A Bosszú Angyalai                                                                                           | The Mighty Avengers 8-9.                                                                            | 48       |
| 4    | 2012/4 (július)     | A Bosszú Angyalai                                                                                           | The Mighty Avengers 10-11.                                                                          | 48       |
| 5    | 2012/5 (szeptember) | Hulk: Visszatérés, Gátszakadás                                                                              | The Incredible Hulk 372-373.                                                                        | 48       |
| 6    | 2012/6 (november)   | Hulk: Személyes ellentét, Drágám a Hulk összement!                                                          | The Incredible Hulk 376-377.                                                                        | 48       |
| 7    | 2013/1 (február)    | X-Men: Adottság, Rozsomák: Koan, Amazon: Jáde 1. rész                                                       | Astonishing X-Men vol.3 1., Wolverine: First Class 9., She-Hulk 22.                                 | 72       |
| 8    | 2013/2 (március)    | X-Men: Adottság 2. rész, Amazon: Jáde 2. rész, Amazon: Hősbiznisz 1. rész                                   | Astonishing X-Men vol.3 2., She-Hulk 23., She-Hulk 25.                                              | 72       |
| 9    | 2013/3 (május)      | X-Men: Adottság 3. rész, Thor, Amazon: Hősbiznisz 2. rész                                                   | Astonishing X-Men vol.3 3., Astonishing Thor 1., She-Hulk 26.                                       | 72       |
| 10   | 2013/4 (július)     | X-Men: Adottság 4. rész, Thor, Deadpool: Öngyógyítás - Elfelejtettem                                        | Astonishing X-Men vol.3 4., Astonishing Thor 2., Deadpool 66.                                       | 72       |
| 11   | 2013/5 (szeptember) | X-Men: Adottság 5. rész, Thor, Deadpool: Akcióvígjáték                                                      | Astonishing X-Men vol.3 5., Astonishing Thor 3., Deadpool 67.                                       | 72       |
| 12   | 2013/6 (november)   | X-Men: Adottság 6. rész, Thor                                                                               | Astonishing X-Men vol.3 6., Astonishing Thor 4-5.                                                   | 72       |
| 13   | 2014/1 (január)     | X-Men: Harci helyzet 1. rész, Végtelen hatalom 1. rész                                                      | Astonishing X-Men vol.3 7., The Infinity Gauntlet 1.                                                | 64       |
| 14   | 2014/2 (március)    | X-Men: Harci helyzet 2. rész, Megtorló: Exkluzív interjú                                                    | Astonishing X-Men vol.3 8., The Punisher vol.4 15.                                                  | 48       |
| 15   | 2014/3 (május)      | X-Men: Harci helyzet 3. rész, Amerika kapitány halála: 1. fejezet                                           | Astonishing X-Men vol.3 9., Fallen Son - The Death of Captain America: Wolverine                    | 48       |
| 16   | 2014/4 (július)     | X-Men: Harci helyzet 4. rész, Amerika kapitány halála: 2-3. fejezet                                         | Astonishing X-Men vol.3 10., Fallen Son - The Death of Captain America: Avengers és Captain America | 72       |
| 17   | 2014/5 (szeptember) | X-Men: Harci helyzet 5. rész, Amerika kapitány halála: 4. fejezet                                           | Astonishing X-Men vol.3 11., Fallen Son - The Death of Captain America: Spider-Man                  | 48       |
| 18   | 2014/6 (november)   | X-Men: Harci helyzet 6. rész, Amerika kapitány halála: 5. fejezet                                           | Astonishing X-Men vol.3 12., Fallen Son - The Death of Captain America: Iron Man                    | 48       |
| 19   | 2015/1 (január)     | X-Men: Szétszakadva 1. rész, Végtelen Háború 1. rész                                                        | Astonishing X-Men vol.3 13., The Infinity War 1.                                                    | 64       |
| 20   | 2015/2 (március)    | X-Men: Szétszakadva 2. rész, Mi lett volna ha...? Pókember: Mutánsvilág                                     | Astonishing X-Men vol.3 14., What If...? Spider-Man: House of M                                     | 48       |
| 21   | 2015/3 (május)      | X-Men: Szétszakadva 3. rész, Deadpool 1. rész                                                               | Astonishing X-Men vol.3 15., Deadpool: Suicide Kings 1.                                             | 48       |
| 22   | 2015/4 (július)     | X-Men: Szétszakadva 4. rész, Deadpool 2. rész                                                               | Astonishing X-Men vol.3 16., Deadpool: Suicide Kings 2.                                             | 48       |
| 23   | 2015/5 (szeptember) | X-Men: Szétszakadva 5. rész, Deadpool 3. rész                                                               | Astonishing X-Men vol.3 17., Deadpool: Suicide Kings 3.                                             | 48       |
| 24   | 2015/6 (november)   | X-Men: Szétszakadva 6. rész, Deadpool 4. rész                                                               | Astonishing X-Men vol.3 18., Deadpool: Suicide Kings 4.                                             | 48       |
| 25   | 2016/1 (március)    | X-Men: Megállíthatatlan 1. rész, Deadpool 5. rész, Deadpool: Csak kétszer élsz, Pókember: Szülinapi meglepi | Astonishing X-Men vol.3 19., Deadpool: Suicide Kings 5., Deadpool 0., Amazing Spider-Man: Extra 2.  | 80       |
| 26   | 2016/2 (május)      | X-Men: Megállíthatatlan 2. rész, Ezüst Utazó és Warlock: Az alku                                            | Astonishing X-Men vol.3 20., Silver Surfer/Adam Warlock: Resurrection 1.                            | 48       |
| 27   | 2016/3 (július)     | X-Men: Megállíthatatlan 3. rész, Ezüst Utazó és Warlock: Kegyes halál                                       | Astonishing X-Men vol.3 21., Silver Surfer/Adam Warlock: Resurrection 2.                            | 48       |
| 28   | 2016/4 (szeptember) | X-Men: Megállíthatatlan 4. rész, Ezüst Utazó és Warlock: Üdvözlet Hadészban!                                | Astonishing X-Men vol.3 22., Silver Surfer/Adam Warlock: Resurrection 3.                            | 48       |
| 29   | 2016/5 (november)   | X-Men: Megállíthatatlan 5. rész, Ezüst Utazó és Warlock: Végjáték                                           | Astonishing X-Men vol.3 23., Silver Surfer/Adam Warlock: Resurrection 4.                            | 48       |
| 30   | 2017/1 (január)     | X-Men: Megállíthatatlan 6. rész, A Bosszú Angyalai és a Megszállók 1. rész: Régi katonák, új háborúk        | Astonishing X-Men vol.3 24., Avengers/Invaders 1.                                                   | 48       |
| 31   | 2017/2 (március)    | X-Men: Vége, A Bosszú Angyalai és a Megszállók 2. rész: Háború Brooklinban!                                 | Giant Size Astonishing X-Men 1., Avengers/Invaders 2.                                               | 64       |
| 32   | 2017/3 (május)      | A Bosszú Angyalai és a Megszállók 3. rész: Hazai pálya és 4. rész: Káosz a Helibázison                      | Avengers/Invaders 3-4.                                                                              | 48       |
| 33   | 2017/4 (július)     | A Bosszú Angyalai és a Megszállók 5. rész: Hadifoglyok és 6. rész: Feltüzelve                               | Avengers/Invaders 5-6.                                                                              | 48       |
| 34   | 2017/5 (szeptember) | A Bosszú Angyalai és a Megszállók 7. rész: Kellemetlen ismerősök és 8. rész: Sírj, De'Spayre...             | Avengers/Invaders 7-8.                                                                              | 48       |
| 35   | 2017/6 (november)   | A Bosszú Angyalai és a Megszállók 9. rész: Tegnapi játszma... és 10. rész: Múlt. Idő.                       | Avengers/Invaders 9-10.                                                                             | 48       |
| 36   | 2018/1 (január)     | A Bosszú Angyalai és a Megszállók 11. rész: Király ellenfelek és Mennydörgők/Deadpool: Magnum Opus 1. rész  | Avengers/Invaders 11. és Deadpool (vol.4) 8.                                                        | 48       |
| 37   | 2018/2 (március)    | A Bosszú Angyalai és a Megszállók 12. rész: Záróintézkedések és Mennydörgők/Deadpool: Magnum Opus 2. rész   | Avengers/Invaders 12. és Thunderbolts 130.                                                          | 48       |
| 38   | 2018/3 (május)      | Mennydörgők/Deadpool: Magnum Opus 3-4. rész                                                                 | Deadpool (vol.4) 9. és Thunderbolts 131.                                                            | 48       |
| 39   | 2018/4 (július)     | X-Men: Külön utakon 1-2. rész                                                                               | Uncanny X-Men 495-496.                                                                              | 48       |
| 40   | 2018/5 (augusztus)  | X-Faktor: Gyorsabb a halálnál és Vannak dolgok                                                              | X-Factor:The Quick and the Dead, X-Factor: Layla Miller                                             | 56       |
| 41   | 2018/6 (szeptember) | X-Men: Külön utakon 3. rész, Végkielégítés                                                                  | Uncanny X-Men 497., Spider-Man's Tangled Web 4.                                                     | 48       |
| 42   | 2018/7 (november)   | X-Men: Külön utakon 4. rész, Vérontó és Venom 1. rész                                                       | Uncanny X-Men 498., Venom versus Carnage 1.                                                         | 48       |
| 43   | 2019/1 (január)     | X-Men: Külön utakon 5. rész, Vérontó és Venom 2. rész                                                       | Uncanny X-Men 499., Venom versus Carnage 2.                                                         | 48       |
| 44   | 2019/2 (március)    | A Rejtélyes X-Men San Franciscóban 1. rész, Vérontó és Venom 3. rész                                        | Uncanny X-Men 500., Venom versus Carnage 3.                                                         | 64       |
| 45   | 2019/3 (május)      | A Rejtélyes X-Men San Franciscóban 2. rész, Vérontó és Venom 4. rész                                        | Uncanny X-Men 501., Venom versus Carnage 4.                                                         | 48       |
| 46   | 2019/4 (július)     | A Rejtélyes X-Men San Franciscóban 3. rész, Jonathan Blaze átka!, Munka nélkül                              | Uncanny X-Men 502., Ghost Rider 68., Elektra 10.                                                    | 76       |

### Különszámok
| Szám   | Megjelenés      | Cím                                     | Eredeti megjelenése                                    | Odalszám |
| ------ | --------------- | --------------------------------------- | ------------------------------------------------------ | -------- |
| 2014/1 | 2014. március   | Végtelen Hatalom 2-4. rész              | Infinity Gauntlet 2-4.                                 | 112      |
| 2014/2 | 2014. május     | Végtelen Hatalom 4-6. rész              | Infinity Gauntlet 4-6.                                 | 112      |
| 2014/3 | 2014. október   | Fenegyerek: Kinn                        | Daredevil (vol. 2) 32-37. [Out]                        | 136      |
| 2015/1 | 2015. március   | Végtelen Háború 2-4. rész               | Infinity War 2-4.                                      | 96       |
| 2015/2 | 2015. május     | Végtelen Háború 4-6. rész               | Infinity War 4-6.                                      | 112      |
| 2015/3 | 2015. augusztus | A Hihetetlen Hulk                       | The Incredible Hulk 380-385.                           | 136      |
| 2015/4 | 2015. október   | Fenegyerek: Az évszázad pere            | Daredevil (vol. 2) 38-40. [Trial of the Century]       | 72       |
| 2016/1 | 2016. március   | Csodák kora: 1-2. rész                  | Marvels 1-2.                                           | 64       |
| 2016/2 | 2016. május     | Csodák kora: 3-4. rész                  | Marvels 3-4.                                           | 64       |
| 2016/3 | 2016. augusztus | A Hihetetlen Hulk                       | The Incredible Hulk 386-388., 394-396.                 | 136      |
| 2016/4 | 2016. október   | Fenegyerek                              | Daredevil (vol. 2) 41-45. [Lowlife]                    | 112      |
| 2017/1 | 2017. február   | X-Faktor 1.                             | X-Factor (vol. 2) 1-6.                                 | 136      |
| 2017/2 | 2017. április   | A Hihetetlen Hulk                       | The Incredible Hulk 393.,397-400.                      | 136      |
| 2017/3 | 2017. május     | X-Faktor 2.                             | X-Factor (vol. 2) 7-12.                                | 136      |
| 2017/4 | 2017. augusztus | Fenegyerek: Hatalomátvétel              | Daredevil (vol. 2) 46-50. [Hardcore]                   | 112      |
| 2017/5 | 2017. október   | Deadpool                                | Deadpool 4-5., 54-55.                                  | 96       |
| 2018/1 | 2018. február   | X-Faktor 3.                             | X-Factor (vol. 2) 13-18.                               | 136      |
| 2018/2 | 2018. április   | A Hihetetlen Hulk                       | The Incredible Hulk 401-406.                           | 136      |
| 2018/3 | 2018. május     | X-Faktor 4.                             | X-Factor (vol. 2) 19-24.                               | 136      |
| 2018/4 | 2018. október   | Fenegyerek: A Pokol Konyhájának királya | Daredevil (vol. 2) 56-60. [The King of Hell's Kitchen] | 112      |
| 2018/5 | 2018. december  | Herkules Thor ellen                     | The Incredible Hercules 132, 134, 136.                 | 72       |